# Districte d'Abşeron
Abşeron (àzeri: Abşeron rayonu, rus: Апшеронский район), és un districte de l'Azerbaidjan amb el centre administratiu a la ciutat de Xırdalan. Tot i que comparteix el mateix nom que la península d'Abşeron, l'àrea coberta pel districte no li fa frontera, sinó que està bastant més a l'est i majoritàriament més a l'interior del país.

## Etimologia
El nom del districte prové del nom de la península en la qual està situat. Quant a l'etimologia del nom "Abşeron", els científics no tenen un únic consens. Segons uns, aquesta paraula deriva dels mots perses "ab" (aigua) i "şoran" (salat), per tant el significat seria "aigua salada". Aquesta versió de l'etimologia és la més probable, ja que la península té molts llacs salats. No obstant, hi ha una altra versió, segons la qual el nom de la península podria venir del poble turc dels afxars. Hi ha testimonis de que a prop de l'illa Pirallahi hi havia el poble d'Afşaran, per on passava la ruta de les caravanes de Derbent a Pèrsia.

## Geografia

### Situació geogràfica
El districte confronta al nord amb la ciutat de Sumqayit, al nord-oest amb el districte de Xızı, a l'oest amb el districte de Qobustan, al sud-oest amb el districte de Hacıqabul i a l'est amb la ciutat de Bakú.
Abşeron es troba a la part sud-est del Gran Caucas, parcialment a la península d'Abşeron i parcialment a l'interior de l'Azerbaidjan, amb una petita part del districte tocant la mar Càspia. El punt més alt de la península d'Abşeron és la muntanya de Segerdag, que es troba a 676 metres sobre el nivell del mar.

### Clima
El clima és subtropical sec, de tipus semidesèrtic i desèrtic sec. La temperatura mitjana al gener a les muntanyes és fins a −4,5 °С, a la part baixa en canvi és de fins 2,5 °С, mentre que al mes de juliol és de 19 °С a les muntanyes i de 26 °С a la part baixa. El nivell mitjà de precipitacions d'aquesta zona és de 110-550 mm Al nord passa el vent khazri, un vent marí fred del nord de la Càspia, que fa que la temperatura de l'aire sigui més fresca a l'estiu, però significativament més freda a l'hivern. Al sud en canvi passa el vent "guilavar", un vent càlid del sud, que augmenta notablement la temperatura a l'estiu, però la suavitza a l'hivern.

### Geologia

#### Sòl
Els sòls del districte són bruns grisos, bruns grisos salats, kastanozems i kastanozems foscos.

#### Orografia
En el relleu del districte predominen volcans de fang, turons i abocadors, així com també valls seques, barrancs. El volcà més gran és el Lökbatan, que va esclatar a l'octubre de 2001. En el territori d'aquest districte estan ubicades les terres baixes de Samur-Deveçi i de Qobustan.

### Hidrologia

#### Rius
Els riu Sumqayit i Ceyrankeçməz són els principals rius del districte. A més en el seu territori està el canal de Samur-Abşeron.

#### Llacs
En aquest territori hi han varis llacs salats. Un dels més importants és el llac Masazir.

#### Embassaments
En aquest districte està ubicat l'embassament de Ceyranbatan.

## Història
El districte d'Abşeron va ser fundat el 4 de gener de 1963 pel govern soviètic per assegurar suficient força de treball, personal professional altament educat i provisions necessàries es van donar a diferents empreses, kolkhozs i granges col·lectives, avicultura i indústries agràries, centres de construcció, instituts i laboratoris de recerca científica presents als territoris de Bakú i Sumqayit.
El 1990 en una part del territori del districte es va crear el districte de Xızı.

## Govern i política

### Organització territorial
El districte d'Abşeron té 1 ciutat, 9 municipis i 6 pobles:
Ciutat
- Xırdalan

Municipis
- Aşağı Güzdək
- Ceyranbatan
- Digah
- Güzdək
- Hökməli
- Mehdiabad
- Pirəkəşkül
- Qobu
- Saray

Pobles
- Goradil
- Fatmayı
- Masazır
- Məmmədli
- Novxanı
- Nubar

## Demografia
D'acord amb l'Informe anual del Comitè d'Estadística de l'Estat, en 2000 el nombre total de la població del districte era de 91.200 persones. Aquest nombre es va incrementar unes 25 vegades el 2018.

### Població
|                     | 2000 | 2001  | 2002  | 2003  | 2004  | 2005  | 2006  | 2007  | 2008  | 2009  | 2010  | 2011  | 2012  | 2013  | 2014  | 2015  | 2016  | 2017  | 2018  |
| Districte d'Abşeron | 91,2 | 101,2 | 111,5 | 122,1 | 132,4 | 142,5 | 152,6 | 169,2 | 179,7 | 189,5 | 191,0 | 192,9 | 195,1 | 197,7 | 200,2 | 202,8 | 205,2 | 207,5 | 210,0 |
| població urbana     | 66,6 | 74,9  | 83,3  | 92,1  | 109,8 | 117,4 | 126,1 | 140,4 | 149,1 | 157,2 | 158,3 | 159,8 | 161,5 | 163,4 | 165,0 | 166,9 | 168,7 | 170,5 | 172,3 |
| població rural      | 24,6 | 26,3  | 28,2  | 30,0  | 22,6  | 25,1  | 26,5  | 28,8  | 30,6  | 32,3  | 32,7  | 33,1  | 33,6  | 34,3  | 35,2  | 35,9  | 36,5  | 37,0  | 37,7  |

### Grups ètnics
A continuació es mostren els principals grups ètnics del districte:
- Àzeris 86,592
- Altres 3,608[9]

### Llengües
La major part de la població parla l'àzeri

### Religió
Més del 95% de la població és musulmana, concretament xiita.

## Economia

### Situació general
El districte està ubicat a la regió econòmica d'Abşeron. La zona d'Abşeron compta amb 43 empreses de construcció. L'economia del districte es basa en la producció agrícola, que inclou el cultiu vegetal, i en la ramaderia.

### Agricultura
En el sector de l'agricultura predomina la jardineria i el cultiu d'oliveres. Hi ha 52 empreses que es dediquen a l'agricultura i la producció d'aliments, així com també una, que es dedica a la cria de camells.

### Ramaderia
En el sector de la ramaderia predomina la cria d'ovelles. La raça local d'ovelles es diu "Gala" i té una pell semi-dura o dura.

### Indústria
El districte compte amb 107 empreses industrials, el 85% de les quals són empreses privades. D'aquestes 107 empreses, 43 es dediquen a la construcció.

### Turisme
El districte compte amb varis llocs d'interès turístic, que inclouen:
- El parc nacional de Gobustan. Un dels llocs més importants de la regió d'Abşeron. És la reserva estatal de Gobustan amb més de 6.000 petròglifs de fa 5.000-25.000 anys enrere. Els petròglifs representen diversos esdeveniments de persones que vivien a l'edat de pedra. El parc nacional de Gobustan es va incloure a la llista mundial del llegat social.

- La font de gas natural de Yanar Dag (que significa muntanya cremant). Molt interessant de visitar, ja que el seu gas natural surt de la terra i el foc pot arribar a una alçada de 3 metres.

- El llac Masazir. Es tracta d'un llac salat vermell a prop de Bakú. La seva superfície és de 10 km².

- A més, a prop de Bakú hi ha el temple zoroastrí de Ateixgah. El complex va ser construït durant els segles XVII-XVIII i abandonat el XIX. Però hi ha fonts que mencionen el temple dels fidels a Abşeron datat del segle x.[10]

## Infraestructura

### Transport
El districte té un total de 856,8 km de carreteres.

## Biologia

### Zoologia
Els animals més comuns inclouen l'ós rentador, el ratolí de camp, la perdiu, el colom i la xurra entre d'altres.

## Cultura
Durant el 2018, l'organització d'esdeveniments culturals i històrics, nits literàries i artístiques, i d'altres esdeveniments es van difusar àmpliament per diferents canals de televisió i mitjans de comunicació àzeris.

### Patrimoni
Per tal de protegir i difusar el patrimoni cultural immaterial de l'Azerbaidjan, la localitat d'Abşeron fou anunciada com a "Capital del domini de l'Azerbaidjan" el 2014 pel Ministeri de Cultura i Turisme. Durant el 2018, es van dur a terme diverses reconstruccions d'edificis importants com ara la Casa de Cultura i el Museu d'Història.
Hi ha molts monuments històrics al territori d'Abşeron. Per exemple, al poble d'Aşağı Güzdək hi ha eines agrícoles del segle xix. Al poble de Goradil, hi ha la mesquita d'Abdurrahman pertanyent al segle xix que va ser construïda pel vilatà Haji Gurban, mesquites del segle xviii a Məmmədli construïdes per la família Garadaglilar, mesquita-madrasa construïda al segle xix per Haji Safarali a Novxani, Mesquita d'Albattin a Fatmai que es remunta al segle xviii.
A part dels monuments religiosos, hi ha molts monuments relacionats amb la vida social de les persones dels darrers segles. Per exemple, hamams construïts a l'edat mitjana per Haji Kazim al poble de Qobu i un altre construït per l'imam Meshadi Baxish a Xirdalan. Els pous antics que proporcionaven subministrament d'aigua a les persones que viuen en aquest territori encara s'utilitzen a Aşağı Güzdək i Xirdalan.
També es conserven tombes dels segles VIII-XVIII a Fatmai, Digah, Masazir, Hökməli i Saray.

### Música
Durant el 2018, es va construir i posar en funcionament l'escola moderna de la música infantil de Xirdalan.